# Tegenaria comstocki
Tegenaria comstocki là một loài nhện trong họ Agelenidae.
Loài này thuộc chi Tegenaria. Tegenaria comstocki được Pawan U. Gajbe miêu tả năm 2004.